# Cunac
Cunac ist eine französische Gemeinde mit 1.622 Einwohnern (Stand: 1. Januar 2022) im Département Tarn in der Region Okzitanien. Cambon gehört zum Arrondissement Albi und zum Kanton Saint-Juéry (bis 2015: Kanton Villefranche-d’Albigeois). Die Einwohner werden Cunacois genannt.

## Lage
Cunac liegt etwa fünf Kilometer östlich von Albi. Umgeben wird Cunac von den Nachbargemeinden Saint-Juéry im Norden und Osten, Cambon im Süden sowie Albi im Westen. 

## Bevölkerungsentwicklung
| Jahr                      | 1962 | 1968 | 1975 | 1982 | 1990 | 1999 | 2006 | 2013 |
| Einwohner                 | 489  | 586  | 695  | 895  | 994  | 1146 | 1302 | 1548 |
| Quelle: Cassini und INSEE |      |      |      |      |      |      |      |      |